# Tiamfenicolo
Il tiamfenicolo è un farmaco antibiotico. È il metil-sulfonil bioisostero del cloramfenicolo, rispetto al quale ha minore attività ma anche meno effetti tossici. Come il cloramfenicolo è insolubile in acqua, ma è altamente solubile nei lipidi. Il suo principale vantaggio rispetto al cloramfenicolo è che non è mai stato associato con l'anemia aplastica.
Il tiamfenicolo è usato diffusamente in Brasile, in particolare per il trattamento di infezioni sessualmente trasmesse e per la malattia infiammatoria pelvica.
Diversamente dal cloramfeniolo il tiamfenicolo non è prontamente metabolizzato nei bovini, nei volatili, negli ovini né nell'uomo, ma è prevalentemente escreto come tale. Nei maiali e nei topi il farmaco è escreto sia immodificato sia come addotto glucuronidato.